# Griffin Easter
Griffin Easter (Claremont, 6 november 1991) is een Amerikaans wielrenner die anno 2019 rijdt voor 303 Project.

## Carrière
In 2017 won Easter de zesde etappe in de Ronde van Colombia, voor Diego Ochoa en Jonathan Paredes. Die laatste werd echter betrapt op het gebruik van Cera en uit de uitslag geschrapt.

## Overwinningen
2017
6e etappe Ronde van Colombia
2018
3e etappe deel B Ronde van Beauce
2019
4e etappe Ronde van Beauce

## Ploegen
- 2014 –  Airgas Cycling
- 2015 –  Airgas-Safeway Cycling Team
- 2016 –  Team Illuminate
- 2017 –  Team Illuminate
- 2018 –  303 Project
- 2019 –  303 Project

Easter · Gottlieb · Kline · Kos · Lyons · Maia · Mauch · McCutcheon · Meacham · Noonan · Ratzell · Schaeffer
Aiken · Darville · C.Easter · G.Easter · Gagne · Gottlieb · Horner · Lemus · Lyons · Mauch · McCutcheon · Meacham · Medina · Rodrigues · Vincent
Baca · Brunner · Caldwell · Cassin · Chance · Clemence · C. Easter · G. Easter · Ellwood · Font · González · de Luna · Newkirk · Ravelo · Silverberg · Stephens · Warren · Winn